# Élections législatives de 1932 dans la Somme
Les élections législatives françaises de 1932 se déroulent les 1er et 9 mai 1932. Dans le département de la Somme, sept députés sont à élire dans le cadre de sept circonscriptions.

## Députés sortants et députés élus
|   | Circonscription | Député sortant             |  | Parti | Député élu          |  | Parti |
| - | --------------- | -------------------------- |  | ----- | ------------------- |  | ----- |
| 1 | 1re d'Abbeville | Émile Ternois              |  | PRRRS | Jean Coache         |  | AD    |
| 2 | 2e d'Abbeville  | Henri des Lyons de Feuchin |  | FR    | Maurice Delabie     |  | PRRRS |
| 3 | 1re d'Amiens    | Georges Antoine            |  | FR    | Lucien Lecointe     |  | PSF   |
| 4 | 2e d'Amiens     | Jean Masse                 |  | AD    | Louis Lallemant     |  | PRRRS |
| 5 | 3e d'Amiens     | Albert Ménil               |  | FR    | Louis Lebel         |  | SFIO  |
| 6 | Montdidier      | Rodolphe Tonnellier        |  | SFIO  | Rodolphe Tonnellier |  | SFIO  |
| 7 | Péronne         | Gontrand Gonnet            |  | AD    | Alfred Basquin      |  | SFIO  |

## Résultats au niveau départemental
| Parti          | Parti                                            | Premier tour | Premier tour | Second tour | Second tour | Sièges |
| Parti          | Parti                                            | Voix         | %            | Voix        | %           | Sièges |
| -------------- | ------------------------------------------------ | ------------ | ------------ | ----------- | ----------- | ------ |
|                | Section française de l'Internationale ouvrière   | 29 805       | 25,05        | 24 210      | 20,59       | 3      |
|                | Alliance démocratique                            | 24 499       | 20,59        | 26 623      | 22,64       | 1      |
|                | Parti républicain, radical et radical-socialiste | 24 130       | 20,28        | 26 917      | 22,89       | 2      |
|                | Fédération républicaine                          | 12 039       | 10,12        | 14 232      | 12,10       | 0      |
|                | PSF-PRS                                          | 9 426        | 7,92         | 13 368      | 11,37       | 1      |
|                | Parti communiste-SFIC                            | 8 370        | 7,03         | 3 938       | 3,35        | 0      |
|                | Radicaux indépendants                            | 6 946        | 5,84         | 7 390       | 6,28        | 0      |
|                | Divers                                           | 2 568        | 2,16         | 327         | 0,28        | 0      |
|                | Parti agraire et paysan français                 | 987          | 0,83         | 162         | 0,14        | 0      |
|                |                                                  |              |              |             |             |        |
| Inscrits       | Inscrits                                         | 137 249      | 100,00       | 137 015     | 100,00      | 7      |
| Abstentions    | Abstentions                                      | 15 433       | 11,24        | 17 535      | 10,61       |        |
| Votants        | Votants                                          | 121 876      | 88,76        | 119 480     | 89,39       |        |
| Blancs et nuls | Blancs et nuls                                   | 2 880        | 2,36         | 1 876       | 1,57        |        |
| Exprimés       | Exprimés                                         | 118 996      | 97,64        | 117 604     | 98,43       |        |

## Résultats par arrondissement

### Arrondissement d'Abbeville

#### 1recirconscription
Député sortant : Émile Ternois (PRRRS)
| Candidat       | Candidat            | Parti          | Premier tour | Premier tour | Second tour | Second tour |
| Candidat       | Candidat            | Parti          | Voix         | %            | Voix        | %           |
| -------------- | ------------------- | -------------- | ------------ | ------------ | ----------- | ----------- |
|                | Jean Coache         | AD             | 6 946        | 45,89        | 7 390       | 48,89       |
|                | Paul Gaillard       | PRRRS          | 5 707        | 37,70        | 7 318       | 48,42       |
|                | Fernand Auguste     | SFIO           | 1 556        | 10,28        |             |             |
|                | Maurice Devauchelle | PC-SFIC        | 927          | 6,12         | 406         | 2,69        |
|                |                     |                |              |              |             |             |
| Inscrits       | Inscrits            | Inscrits       | 17 098       | 100,00       | 17 093      | 100,00      |
| Abstentions    | Abstentions         | Abstentions    | 1 776        | 10,39        | 1 831       | 10,71       |
| Votants        | Votants             | Votants        | 15 322       | 89,61        | 15 262      | 98,29       |
| Blancs et nuls | Blancs et nuls      | Blancs et nuls | 186          | 1,21         | 148         | 0,97        |
| Exprimés       | Exprimés            | Exprimés       | 15 136       | 98,79        | 15 114      | 99,03       |

Député élu : Jean Coache (AD)

#### 2ecirconscription
Député sortant : Henri des Lyons de Feuchin (FR)
| Candidat       | Candidat                     | Parti          | Premier tour | Premier tour | Second tour | Second tour |
| Candidat       | Candidat                     | Parti          | Voix         | %            | Voix        | %           |
| -------------- | ---------------------------- | -------------- | ------------ | ------------ | ----------- | ----------- |
|                | Maurice Delabie              | PRRRS          | 4 414        | 26,76        | 8 868       | 53,48       |
|                | Henri des Lyons de Feuchin * | FR             | 4 321        | 26,20        | 5 225       | 31,51       |
|                | Alexis Mailly                | SFIO           | 3 886        | 23,56        |             |             |
|                | Dr Léon Mabille              | Rad. ind.      | 2 993        | 18,15        | 1 933       | 11,66       |
|                | Victor Berger                | PC-SFIC        | 867          | 5,26         | 557         | 3,36        |
|                |                              |                |              |              |             |             |
| Inscrits       | Inscrits                     | Inscrits       | 18 648       | 100,00       | 18 617      | 100,00      |
| Abstentions    | Abstentions                  | Abstentions    | 1 932        | 10,36        | 1 854       | 9,96        |
| Votants        | Votants                      | Votants        | 16 716       | 89,64        | 16 763      | 90,04       |
| Blancs et nuls | Blancs et nuls               | Blancs et nuls | 224          | 1,34         | 180         | 1,07        |
| Exprimés       | Exprimés                     | Exprimés       | 16 492       | 98,66        | 16 583      | 98,93       |

Député élu : Maurice Delabie (PRRRS)

### Arrondissement d'Amiens

#### 1recirconscription
Député sortant : Georges Antoine (FR)
| Candidat       | Candidat        | Parti          | Premier tour | Premier tour | Second tour | Second tour |
| Candidat       | Candidat        | Parti          | Voix         | %            | Voix        | %           |
| -------------- | --------------- | -------------- | ------------ | ------------ | ----------- | ----------- |
|                | Lucien Lecointe | PSF            | 6 433        | 30,51        | 11 435      | 60,04       |
|                | René Caumartin  | AD             | 6 084        | 28,85        | 4 525       | 23,76       |
|                | Léon Thoyot     | SFIO           | 5 638        | 26,74        |             |             |
|                | Jean Catelas    | PC-SFIC        | 1 475        | 6,99         | 1 460       | 7,67        |
|                | M. Delamare     | FR             | 1 454        | 6,89         | 1 189       | 6,24        |
|                |                 |                |              |              |             |             |
| Inscrits       | Inscrits        | Inscrits       | 25 432       | 100,00       | 25 432      | 100,00      |
| Abstentions    | Abstentions     | Abstentions    | 3 858        | 15,17        | 5 690       | 22,37       |
| Votants        | Votants         | Votants        | 21 574       | 84,83        | 19 742      | 77,63       |
| Blancs et nuls | Blancs et nuls  | Blancs et nuls | 517          | 2,40         | 696         | 3,52        |
| Exprimés       | Exprimés        | Exprimés       | 21 087       | 97,60        | 19 046      | 96,48       |

Député élu : Lucien Lecointe (PSF)

#### 2ecirconscription
Député sortant : Jean Masse (AD)
| Candidat       | Candidat        | Parti          | Premier tour | Premier tour | Second tour | Second tour |
| Candidat       | Candidat        | Parti          | Voix         | %            | Voix        | %           |
| -------------- | --------------- | -------------- | ------------ | ------------ | ----------- | ----------- |
|                | Jean Masse *    | AD             | 6 771        | 35,99        | 7 229       | 37,90       |
|                | Louis Lallemant | PRRRS          | 6 741        | 35,83        | 10 731      | 56,26       |
|                | Louis Prot      | PC-SFIC        | 2 954        | 15,70        | 1 114       | 5,84        |
|                | Marcel Delassus | SFIO           | 2 107        | 11,20        |             |             |
|                |                 |                |              |              |             |             |
| Inscrits       | Inscrits        | Inscrits       | 21 602       | 100,00       | 21 571      | 100,00      |
| Abstentions    | Abstentions     | Abstentions    | 1 511        | 6,99         | 2 307       | 10,70       |
| Votants        | Votants         | Votants        | 20 091       | 93,01        | 19 264      | 89,30       |
| Blancs et nuls | Blancs et nuls  | Blancs et nuls | 1 277        | 6,36         | 190         | 0,99        |
| Exprimés       | Exprimés        | Exprimés       | 18 814       | 93,64        | 19 074      | 99,01       |

Député élu : Louis Lallemant (PRRRS)

#### 3ecirconscription
Député sortant : Albert Ménil (FR)
| Candidat       | Candidat       | Parti          | Premier tour | Premier tour | Second tour | Second tour |
| Candidat       | Candidat       | Parti          | Voix         | %            | Voix        | %           |
| -------------- | -------------- | -------------- | ------------ | ------------ | ----------- | ----------- |
|                | Albert Ménil * | FR             | 6 264        | 38,50        | 7 818       | 47,36       |
|                | Louis Lebel    | SFIO           | 5 398        | 33,17        | 8 520       | 51,61       |
|                | M. Corbier     | PRRRS          | 3 576        | 21,98        |             |             |
|                | Henri Lenglet  | PC-SFIC        | 1 034        | 6,35         | 170         | 1,03        |
|                |                |                |              |              |             |             |
| Inscrits       | Inscrits       | Inscrits       | 18 852       | 100,00       | 18 555      | 100,00      |
| Abstentions    | Abstentions    | Abstentions    | 2 154        | 11,43        | 1 806       | 9,73        |
| Votants        | Votants        | Votants        | 16 698       | 88,57        | 16 749      | 90,27       |
| Blancs et nuls | Blancs et nuls | Blancs et nuls | 426          | 2,55         | 241         | 1,44        |
| Exprimés       | Exprimés       | Exprimés       | 16 272       | 97,45        | 16 508      | 98,56       |

Député élu : Louis Lebel (SFIO)

### Arrondissement de Montdidier
Député sortant : Rodolphe Tonnellier (SFIO)
| Candidat       | Candidat              | Parti          | Premier tour | Premier tour | Second tour | Second tour |
| Candidat       | Candidat              | Parti          | Voix         | %            | Voix        | %           |
| -------------- | --------------------- | -------------- | ------------ | ------------ | ----------- | ----------- |
|                | Rodolphe Tonnellier * | SFIO           | 6 058        | 48,98        | 6 176       | 49,57       |
|                | Michel Brille         | AD             | 5 005        | 40,47        | 6 011       | 48,24       |
|                | M. Padieu             | PAPF           | 987          | 7,98         | 162         | 1,30        |
|                | Léon Poidevin         | PC-SFIC        | 308          | 2,49         | 111         | 0,89        |
|                |                       |                |              |              |             |             |
| Inscrits       | Inscrits              | Inscrits       | 14 011       | 100,00       | 14 176      | 100,00      |
| Abstentions    | Abstentions           | Abstentions    | 1 434        | 10,23        | 1 599       | 11,28       |
| Votants        | Votants               | Votants        | 12 577       | 89,77        | 12 577      | 88,72       |
| Blancs et nuls | Blancs et nuls        | Blancs et nuls | 210          | 1,67         | 117         | 0,93        |
| Exprimés       | Exprimés              | Exprimés       | 12 367       | 98,33        | 12 460      | 99,07       |

Député élu : Rodolphe Tonnellier (SFIO)

### Arrondissement de Péronne
Député sortant : Gontrand Gonnet (AD)
| Candidat       | Candidat              | Parti          | Premier tour | Premier tour | Second tour | Second tour |
| Candidat       | Candidat              | Parti          | Voix         | %            | Voix        | %           |
| -------------- | --------------------- | -------------- | ------------ | ------------ | ----------- | ----------- |
|                | Louis Daudré          | AD             | 6 639        | 35,32        | 8 858       | 47,07       |
|                | Alfred Basquin        | SFIO           | 5 162        | 27,46        | 9 514       | 50,55       |
|                | Gaston Bouchend'homme | PRRRS          | 3 692        | 19,64        |             |             |
|                | M. Salvaudon          | DIV            | 2 568        | 13,66        | 327         | 1,74        |
|                | Fernand Hermann       | PC-SFIC        | 805          | 4,28         | 120         | 0,64        |
|                |                       |                |              |              |             |             |
| Inscrits       | Inscrits              | Inscrits       | 21 606       | 100,00       | 21 571      | 100,00      |
| Abstentions    | Abstentions           | Abstentions    | 2 768        | 12,81        | 2 448       | 11,35       |
| Votants        | Votants               | Votants        | 18 838       | 87,19        | 19 123      | 88,65       |
| Blancs et nuls | Blancs et nuls        | Blancs et nuls | 40           | 0,21         | 304         | 1,59        |
| Exprimés       | Exprimés              | Exprimés       | 18 798       | 97,80        | 18 819      | 98,41       |

Député élu : Alfred Basquin (SFIO)

## Inscriptions aux groupes parlementaires
|   | Circonscription | Député élu          |  | Parti | Groupe                                                   |
| - | --------------- | ------------------- |  | ----- | -------------------------------------------------------- |
| 1 | 1re d'Abbeville | Jean Coache         |  | AD    | Républicains de gauche                                   |
| 2 | 2e d'Abbeville  | Maurice Delabie     |  | PRRRS | Républicain radical et radical-socialiste                |
| 3 | 1re d'Amiens    | Lucien Lecointe     |  | PSF   | Parti socialiste français - Parti républicain-socialiste |
| 4 | 2e d'Amiens     | Louis Lallemant     |  | PRRRS | Républicain radical et radical-socialiste                |
| 5 | 3e d'Amiens     | Louis Lebel         |  | SFIO  | Parti socialiste                                         |
| 6 | Montdidier      | Rodolphe Tonnellier |  | SFIO  | Parti socialiste                                         |
| 7 | Péronne         | Alfred Basquin      |  | SFIO  | Parti socialiste                                         |